# Ballyhalbert Bay
Ballyhalbert Bay är en vik i Storbritannien.   Den ligger i distriktet Ards and North Down och riksdelen Nordirland, i den västra delen av landet, 500 km nordväst om huvudstaden London.